# Epideira
Epideira là một chi ốc biển, là động vật thân mềm chân bụng sống ở biển trong họ Turridae.

## Các loài
Các loài thuộc chi Epideira bao gồm:
- Epideira gabensis Hedley, 1922[2]
- Epideira jaffaensis (Verco, 1909)[3]